# Річард Бентлі
Річард Бентлі (англ. Richard Bentley; 27 січня 1662 – 14 липня 1742) — англійський філолог-класик, критик і богослов. Вважається «засновником історичної філології». Також йому приписують створення англійської школи еллінізму. У 1892 році А. Е. Хаусмен назвав Бентлі «найвидатнішим ученим, якого коли-небудь породила Англія чи, навіть, Європа».

## Ранні роки та освіта

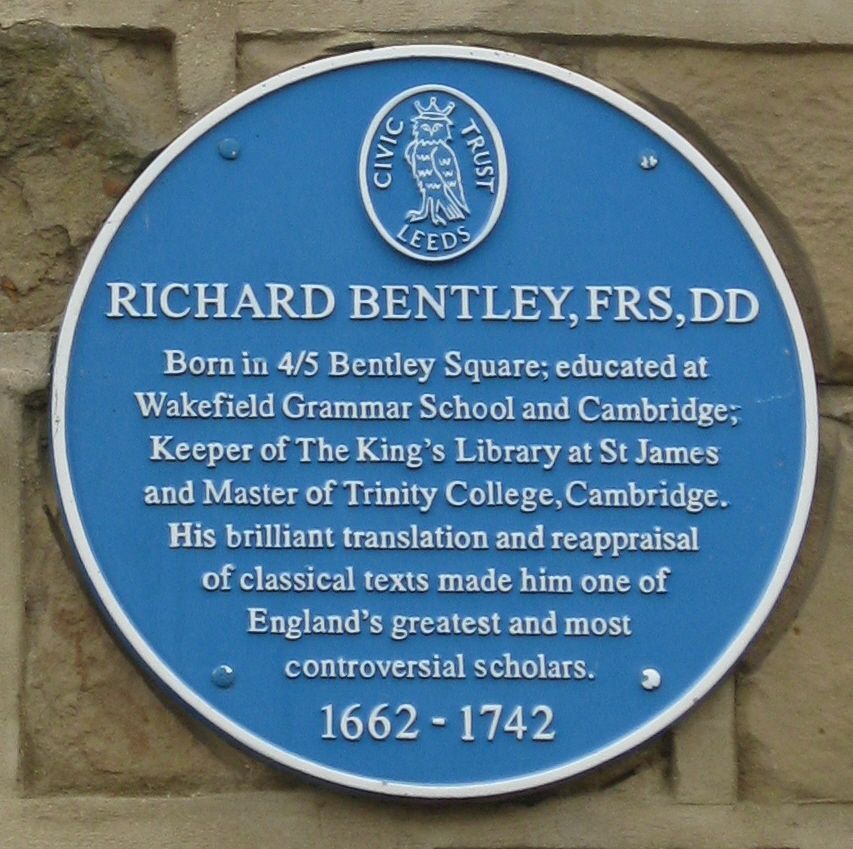
Меморіальна дошка в рідному місті Річарда Бентлі

Річард Бентлі народився в Оултоні, поблизу Ротвелла, Лідс, Західний Йоркшир, на півночі Англії. Про це нагадує меморіальна дошка біля місця його народження. Його батьком був Томас Бентлі, дрібний землевласник. Його дід, капітан Джеймс Бентлі , постраждав за справу роялістів після Громадянської війни в Англії, залишивши сім'ю в тяжкому стані. Мати Бентлі була дочкою каменяра, проте мала певну освіту і навчала свого сина латині.

Після відвідування гімназії у Вейкфілді Бентлі вступив до коледжу Святого Джона в 1676 році. Згодом він отримав стипендію та отримав ступінь бакалавра в 1680 році та ступінь магістра в 1683 році.

## Наукова робота

### Початок шляху науковця
Бентлі не судилося працювати у своєму рідному коледжі, що було б більш природним шляхом розвитку його кар’єри. Натомість він був призначеним директором Сполдінгської граматичної школи (англ. Spalding Grammar School) , коли йому не виповнилось навіть 21-го року. Едвард Стіллінгфліт, декан собору Святого Павла в Лондоні, найняв Бентлі репетитором для свого сина. Це дозволило Бентлі зустрітися з видатними вченими, отримати доступ до найкращої приватної бібліотеки в Англії та познайомитися з Діном Стіллінгфлітом. За шість років роботи репетитором Бентлі також всебічно вивчив грецьких і латинських письменників, накопичивши знання, які пізніше використав у своїй науковій діяльності.
У 1689 році Стіллінгфліт став єпископом Вустера, а його син вступив до коледжу в Оксфорді у супроводі свого наставника. Там Бентлі незабаром познайомився з Джоном Міллом, Хамфрі Годі та Едвардом Бернардом. Також він почав вивчати рукописи бібліотек коледжу та збирати матеріал для літературознавства. Серед них – збірка фрагментів грецьких поетів і видання грецьких лексикографів.

### Перші роботи
У 1691 році Бентлі написав Epistola ad Johannem Millium, яка має близько ста сторінок. Цей короткий трактат дозволив випередити всіх сучасних англійських вчених. Легкість, з якою він відновлював зіпсовані уривки, впевненість у його виправленні та контроль над відповідним матеріалом, абсолютно відрізнявся від стилю ретельного і трудомісткого навчання Годі, Мілла чи Едмунда Чілміда. Для вузького кола студентів-класиків (за браком великих критичних словників сучасності) було очевидно, що він був критиком, який виходить за межі звичайного.

### Подальші досягнення
У 1690 році Бентлі прийняв сан диякона. У 1692 році його було призначено першим лектором Бойля, номінацію повторили в 1694 році. Йому запропонували призначення втретє в 1695 році, але він відхилив його, оскільки був залучений до багато інших видів діяльності. У першій серії лекцій («Спростування атеїзму») він намагається представити фізику Ньютона в популярній формі та обрамити її (особливо в опозиції до Гоббса) у доказ існування розумного Творця. Він листувався на цю тему з Ньютоном. Друга серія, проповідувана в 1694 році, не була опублікована і вважається втраченою.
У 1693 році місце куратора королівської бібліотеки став вакантним, і його друзі намагалися отримати посаду для Бентлі, але не мали достатнього впливу. Новий бібліотекар пішов у відставку на користь Бентлі за умови, що він отримуватиме довічну платню у розмірі 130 фунтів стерлінгів. У 1695 році Бентлі отримав посаду королівського капелана.
Того ж року він був обраний членом Королівського товариства, а в 1696 році отримав ступінь доктора богослов'я. 

### Дисертація про послання Фалариса
Бентлі написав дисертацію про послання Фаларіса (1699), свою головну наукову працю, майже випадково. У 1697 році Вільям Воттон, збираючись випустити друге видання своєї книги «Стародавні та сучасні знання», попросив Бентлі написати статтю, яка б викривала фальшивість послань Фаларіса, що довгий час було предметом академічних суперечок . Редактор Крайст-Черч, Чарльз Бойл. обурився роботою Бентлі. Він уже сварився з ним, намагаючись зібрати рукопис у королівській бібліотеці для свого видання (1695). Бойл написав відповідь, яка спочатку була схвально сприйнята читачами, хоча пізніше була розкритикована як демонстрація лише поверхневого навчання. Попит на книгу Бойля вимагав другого видання. Коли Бентлі відповів, це було його дисертацією. Правдивість його висновків не була відразу визнана, але вони мали високу репутацію.

## Подальші дослідження
У 1716 році в листі до Вільяма Уейка, архієпископу Кентерберійському, Бентлі заявив про намір підготувати критичне видання Нового Заповіту.  Протягом наступних чотирьох років, за підтримки Дж. Дж. Вестайна, він накопичував матеріал для праці. Визначною його роботою також є робота над  Кодексом Александрійський, який він сам описував, як “ найстаріший та найкращий у світі”.
Бентлі не вдалося опублікувати запланованого видання Гомера, проте деякі його рукописи з помітками на полях зберігається у Триніті-коледжі. 
Стосунки та особисте життя
Згідно з працею анонімного автора про біографію Бентлі, він був самовпевненим, що відштовхувало деяких людей. Його персона викликала враження захоплення та відрази.

## Шлюб та сім’я
У 1701 році Бентлі одружився з Джоанною (померла в 1740 році) – дочці сера Джона Бернарда, 2-го баронета Бремптона. Разом у них було 3 дітей : Річард (1708 – 1782), видатний актор та драматург, та дві доньки.

## Останні роки життя
У старості Бентлі продовжував працювати та насолоджуватися товариством своїх друзів. Помер 14 липня 1742 року у віці 80 років від плевриту.

## Спадок та вшанування пам’яті
Бентлі став першим англійцем, якого зарахували до великих майстрів класичної науки. Сучасна німецька школа філології визнала його генієм. Він надихнув наступні покоління вчених та зумів перемогти своїх академічних супротивників у суперечці навколо Фаларіса. Став наставником для Роджера Котса та Джеймса Джуріна.

## Бібліограія
- Astronomica of Manilius (1739)
- Bartholomew, AT; та JW Clark. Richard Bentley, DD: Bibliography of its works and all the Literature Called Forth by the Acts or his Writings  (англ.) . - Cambridge: Bowes and Bowes  (англ.), 1908.
- Bentley, Richard (1842). The Correspondence of Richard Bentley, Ed. Monk . London: Murray (reissued by Cambridge University Press , 2009; ISBN 978-1-108-00054-3 )
- Jebb, RC Bentley  (англ.) . - new. - London: Macmillan and Co. , 1889. - ( English Men of Letters ).
- Maehly, Jakob Achilles. Richard Bentley, eine Biographie  (англ.) . - Leipzig, 1868.
- Monk , James Henry. The Life of Richard Bentley, DD  (англ.) . - London: JG & F. Rivington, 1833.Retrieved on 23 February 2008.